# Cristofaro Caresana
Cristofaro Caresana (Veneza, c. 1640 - Nápoles, 1709) foi um compositor, organista e tenor barroco da Itália, um dos primeiros representantes da escola napolitana de ópera. É lembrado por suas cantatas, assim como interlúdios musicais.

## Biografia
Nascido em Veneza, sua data exata de nascimento é desconhecida. Após estudar com Pietro Andrea Ziani se mudou para Nápoles no fim de sua juventude, onde ingressou na companhia de teatro de Feblarmonici, que produziu um dos primeiros exemplos de melodrama. Em 1667, tornou-se organista e cantor da Chapel Royal Conservatory e diretor do Conservatorio di Sant'Onofrio a Porta Capuana, este um tipo de orfanato e conservatório, até 1690. Em 1699, Cristofaro sucedeu Francesco Provenzale como Mestre de Tesouro de San Gennaro. Entre outros, o guitarrista e compositor espanhol Gaspar Sanz estudou sob sua tutoria. Cristofaro escreveu música para diferentes instituições napolitanas até sua morte em 1709.